# Museo Novecento
El Museo Novecento es troba a Florència, dins de l'antic Hospital de San Paolo a la Plaça de Santa Maria Novella. Està dedicat a l'art italià del segle XX i ofereix una selecció d'obres de col·lecció permanent, així com diferents cicles d'exposicions temporals. Es va inaugurar el 24 de juny de 2014.

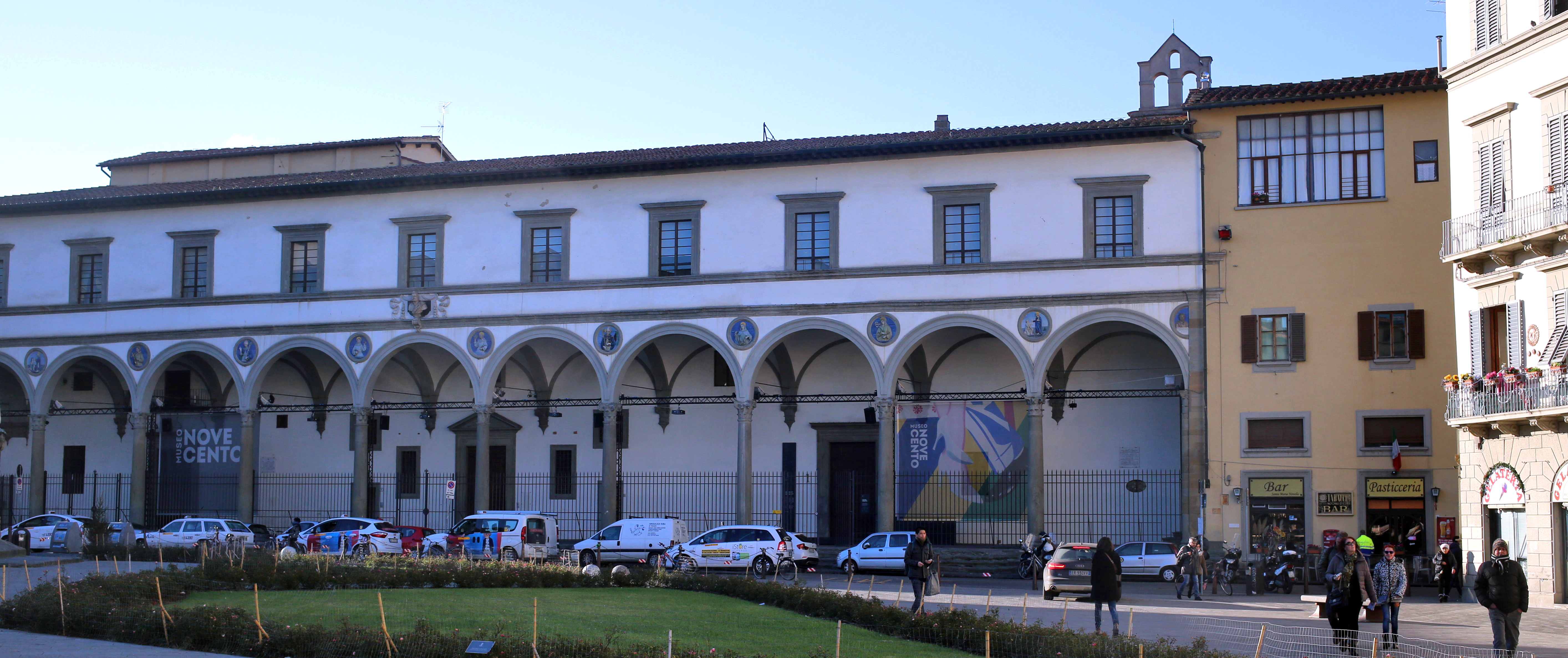
Museu Novecento

## Història
Part de les obres exposades van arribar a Florència arran de la crida i apel·lació internacional que el crític Carlo Ludovico Ragghianti va dirigir al món de l'art i la cultura després de la riuada de 1966. Concretament, el 15 de novembre de 1966 es va dirigir personalment a artistes i col·leccionistes d'arreu i els va convidar a donar una obra a la ciutat. L'objectiu era compensar amb noves obres d'arts les pèrdues del patrimoni artístic florentí provocades per les greus inundacions provocades per la crescuda del riu Arno.
Més de 280 artistes van respondre a la invitació: alguns de la mateixa ciutat, com ara Sergio Scatizzi, així com d'altres habituals visitants de Florència, com Lucio Fontana i Emilio Vedova.
Les obres donades, que van arribar durant el mes de gener de 1967, es van exposar al febrer al Palazzo Vecchio a l'exposició titulada Els artistes per a Florència.
Amb el pas dels anys, la col·lecció va anar ampliant-se amb diferents donacions d'artistes i col·leccionistes, fet que portà a la idea de crear un Museu Internacional d'Art Contemporani a Florència. Tanmateix, el projecte no reeixí fins al 2014, data d'obertura del Museu Novecento.

## Descripció
El 2014, després de gairebé mig segle de propostes i projectes i d'un llarg treball de restauració, els locals de l'antic Hospital de San Paolo, conegut com Scuole Leopoldine, van estar preparats per acollir el Museu d'Art Contemporani de Florència, anomenat Museo Novecento.
El museu neix a partir d'un projecte museològic de Valentina Gensini, directora científica del 2014 al 2017, amb l'objectiu de documentar i narrar l'art italià de tot el segle xx.
El 2018 va esdevenir director artístic del Museu Sergio Risaliti. Risaliti modificarà les sales d'exposició i l'itinerari del museu, fent que adquireixi el dinamisme típic d'un centre d'art contemporani. Així doncs, la col·lecció ja no es considerarà una cosa immòbil, sinó activa i canviant. Això provocarà que sovint estarà sotmesa a diferents pràctiques expositives i a noves lectures museogràfiques.

### Recorregut del museu

#### Planta baixa
A la planta baixa, que es troba al voltant de l'antic claustre de l'hospital, s'hi troba la taquilla, el guarda-roba, la llibreria i la recepció.
Els espais expositius d'aquesta planta acullen exposicions temporals i projectes especials. A la planta baixa també existeix una sala d'estudi i un espai de laboratori dedicat a activitats educatives dirigides a escoles i famílies.

#### Primer pis
En aquesta planta s'hi troba la loggia renaixentista, on s'acull la instal·lació de neó Tot podria ser diferent de Maurizio Nannucci.
Des de la llotja es pot accedir a la sala de cinema, que acull projeccions de pel·lícules i conferències, així com també s'arriba a les sales d'exposicions dedicades a les mostres temporals i a les grans exhibicions del museu.

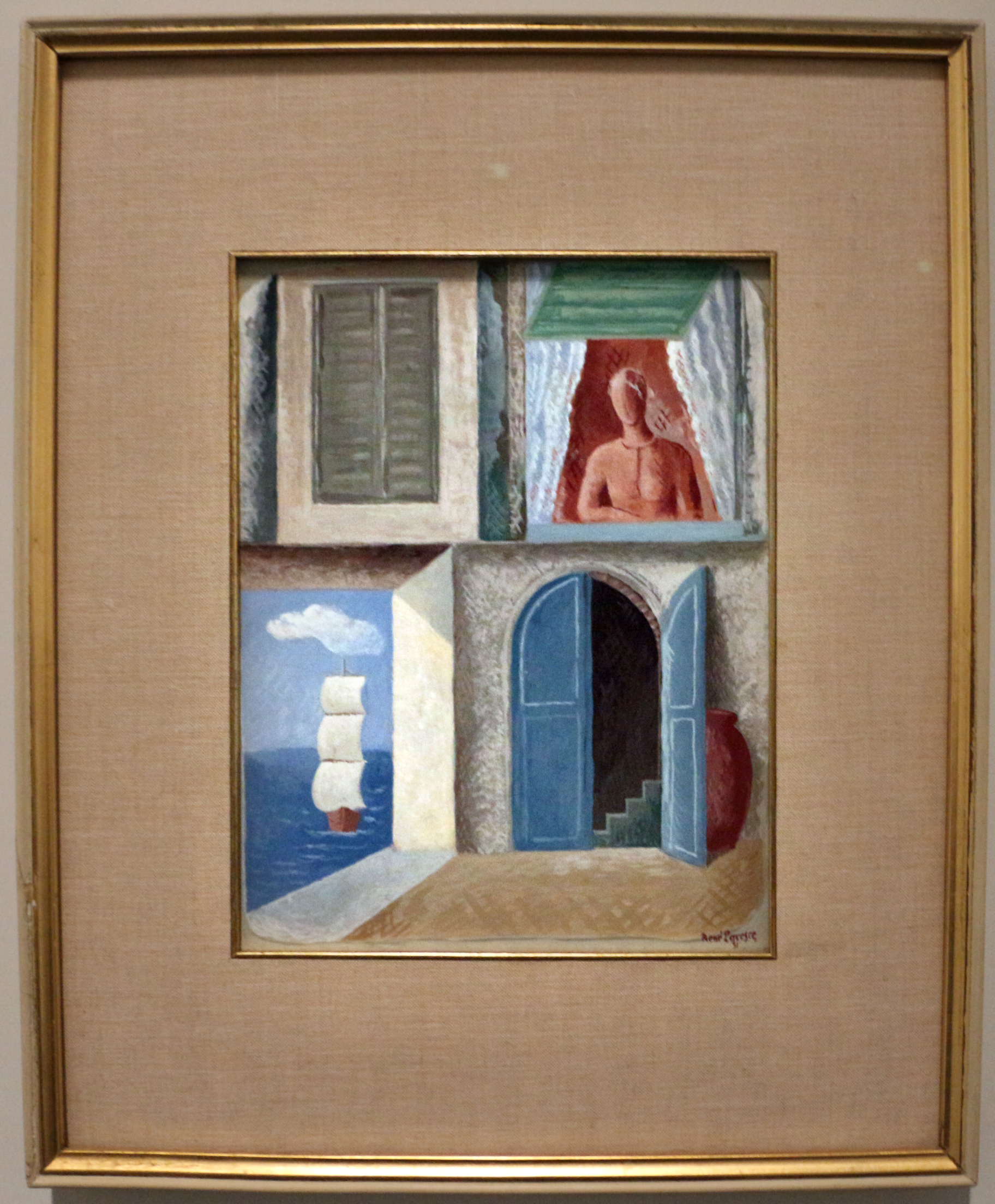
Renato Paresce
La dona a la finestra, 1931

#### Segon pis
La segona planta es divideix entre les sales d'exposicions que acullen part de la col·lecció permanent, així com altres sales dedicades a més exposicions temporals.

#### Tercer pis
La sala d'exposicions del tercer pis acull la col·lecció permanent del llegat Ottone Rosai, el qual té una sala dedicada al seu art, així com retrats fets per ell a poetes, crítics i artistes entre els anys trenta i cinquanta. Concretament, la sèrie Tondini i Amici són retrats fets entre 1939 i 1943 d'amics que, com ell, freqüentaven el cafè florentí Le Giubbe Rosse, entre els que reconeixem els rostres d'Elio Vittorini, Eugenio Montale, Giorgio De Chirico, Mario Luzi, Gianfranco Contini, etc.
Una altra sala conté un vídeo d'uns vint minuts que ofereix una selecció de retalls de pel·lícules on es mostren els canvis de la ciutat de Florència al llarg de tot el segle xx. Les pel·lícules que se succeeixen per ordre cronològic van des de Vita futurista d'Arnaldo Ginna, rodada l'any 1916, fins a Tea with Mussolini de Franco Zeffirelli l'any 1999. Aquestes testimonien el paper que va jugar el cinema en la construcció d'una determinada idea de Florència, sovint vinculada al mite medieval-renaixentista.

## Exposicions temporals
Des del 2018, el museu s'ha focalitzat especialment en les exposicions temporals.
Algunes de les exposicions temporals del museu han estat: 
- Emilio Vedova
- Piero Manzoni
- Exit Morandi
- Vincenzo Agnetti
- Nel Novecento. Da Modigliani a Schiele, da de Chirico a Licini
- Wolfgang Laib: Without time, without place, without body
- Allan Kaprow. I will always be a painter – of sorts
- Henry Moore. Il disegno dello scultore
- Jenny Saville
- Anj Smith. A Willow Grows Aslant the Brook
- Le tre Pietà di Michelangelo. Non vi si pensa quanto sangue costa
- Filippo de Pisis. L'illusione della superficialità
- Giulio Paolini. Quando è il presente?
- Il Quarto Stato di Pellizza da Volpedo a Palazzo Vecchio
- Rä di Martino. Play it Again
- Back to Moore. Forte Belvedere 1972
- Tony Cragg. Transfer
- Henry Moore in Florence